# Brasiliosoma apicale
Brasiliosoma apicale là một loài bọ cánh cứng trong họ Cerambycidae.